# Yahiro Kazama
Pour les articles homonymes, voir Kazama.
Yahiro Kazama (風間 八宏, Kazama Yahiro) est un footballeur japonais né le 16 octobre 1961 à Shizuoka dans la préfecture de Shizuoka au Japon.